# Allied Academies
 (novembre 2018).
Allied Academies est une société présumée frauduleuse, créée conformément aux lois de la Caroline du Nord. 
Elle se présente comme une association d'érudits, soutenant et encourageant la recherche ainsi que le partage et l'échange de connaissances comme objectifs déclarés. L'organisation comprend 14 académies affiliées, qui attribuent des prix aux universitaires et publient des revues universitaires en ligne et sur papier pour les membres. Depuis 2015, l'organisation figure sur la liste des « éditeurs académiques prédateurs potentiels, possibles ou probables à accès libre » de Jeffrey Beall,. Elle est partenaire de OMICS Publishing Group, qui utilise son site internet et son logo.

## La liste des revues
- Advances in Cell Science and Tissue Culture
- Allied Journal of Clinical Pathology Research
- Allied Journal of Environmental Earth Sciences
- Allied Journal of Medical Research
- Annals of Cardiovascular and Thoracic Surgery
- Archives of Digestive Disorders
- Archives of General Internal Medicine
- Archives of Industrial Biotechnology
- Biomedical Research (en)
- Case Reports in Surgery and Invasive Procedures
- Current Trends in Cardiology
- Environmental Risk Assessment and Remediation
- Gynecology and Reproductive Endocrinology
- Immune System and Disorders Journal
- Insights in Nutrition and Metabolism
- Integrative Journal of Bone and Cartilage
- Integrative Neuroscience Research
- International Journal of Pure and Applied Zoology
- International Journal of Respiratory Medicine
- Journal of Advanced Surgical Research
- Journal of Aging and Geriatric Psychiatry
- Journal of Agricultural Science and Botany
- Journal of Anesthetics and Anesthesiology
- Journal of Biochemistry and Biotechnology
- Journal of Biomedical Imaging and Bioengineering
- Journal of Cardiovascular Medicine and Therapeutics
- Journal of Cholesterol and Heart Disease
- Journal of Clinical Immunology Research
- Journal of Clinical Ophthalmology
- Journal of Clinical Pathology and Laboratory Medicine
- Journal of Clinical and Bioanalytical Chemistry
- Journal of Clinical and Experimental Toxicology
- Journal of Education System and Technology
- Journal of Finance and Marketing
- Journal of Food Technology and Preservation
- Journal of Gastroenterology and Digestive Diseases
- Journal of Juvenile Psychology and Behavioural Sciences
- Journal of Medical Oncology and Therapeutics
- Journal of Molecular Medicine and Therapy
- Journal of Molecular Oncology Research
- Journal of Neuroinformatics and Neuroimaging
- Journal of Neurology and Neurorehabilitation Research
- Journal of Nutrition and Human Health
- Journal of Oral Medicine and Surgery
- Journal of Orthopedic Surgery and Rehabilitation
- Journal of Pain Management and Therapy
- Journal of Parasitic Diseases: Diagnosis and Therapy
- Journal of Pathology and Disease Biology
- Journal of Plant Diseases & Biomarkers
- Journal of Pregnancy and Neonatal Medicine
- Journal of Psychology and Cognition
- Journal of Public Health Policy and Planning
- Journal of RNA and Genomics
- Journal of Trauma and Critical Care
- Journal of Veterinary Medicine and Allied Science
- Microbiology: Current Research
- Ophthalmology Case Reports
- Otolaryngology Online Journal
- Reports on Oral Diseases
- Research Journal of Allergy and Immunology
- Research and Reports in Gynecology and Obstetrics
- Research and Reports on Data Science
- Research and Reports on Genetics
- Research in Clinical Dermatology
- Sensory Research: Neuroscience and Modelling
- Trends in Colorectal Disease and Surgery
- Virology Research Journal

## Note
- (en) Cet article est partiellement ou en totalité issu de l’article de Wikipédia en anglais intitulé « Allied Academies » (voir la liste des auteurs).